# Novartis
Novartis er en schweizisk, multinational medicinalvirksomhed med hovedsæde i Basel, Schweiz. Firmaet solgte for 46,806 mio. US$, hvilket gjorde det til den næststørste medicinalvirksomhed dette år målt på omsætning.
Novartis producerer lægemidler som clozapine (Clozaril), diclofenac (Voltaren), carbamazepine (Tegretol), valsartan (Diovan) og imatinib mesylate (Gleevec/Glivec). Yderligere produkter er bl.a cyclosporin (Neoral/Sandimmun), letrozole (Femara), methylphenidate (Ritalin) og terbinafine (Lamisil).
I 1996 fusionerede Ciba-Geigy med Sandoz, og de farmaceutiske og agrokemiske afdelinger gik sammen i form af Novartis. Andre Ciba-Geigy- og Sandozforretninger blev solgt fra som eksemepelvis Ciba Specialty Chemicals, der blev oprettet som selvstændige virksomheder. Sandozbrandet forsvandt efter tre år, men blev genoplivet i 2003, da Novartis oprettede den generiske lægemiddelforretning i et mindre datterselskab kaldet Sandoz. Novartis frasolgte sine afdelinger med agrokemiske og genmodificerede afgrøder i 2000. De blev til firmaet Syngenta i partnerskab med AstraZeneca, som også frasolgte sine agrokemiske forretninger.
Novartis er fuldt medlem af European Federation of Pharmaceutical Industries and Associations (EFPIA) International Federation of Pharmaceutical Manufacturers and Associations (IFPMA), og Pharmaceutical Research and Manufacturers of America (PhRMA).
Selskabet havde gennem mange år sit danske hovedsæde på Lyngbyvej på Østerbro, men har i dag sit danske domicil i Ørestad.